# Sárbogárd vasútállomás
Sárbogárd vasútállomás egy Fejér vármegyei vasútállomás Sárbogárd városában, a MÁV üzemeltetésében. A város központjától északra helyezkedik el, a 63-as főút és a 6305-ös út szétágazásától nem messze déli irányban; közvetlen közúti elérését a főútból kiágazó 63 306-os számú mellékút, illetve egyéb, önkormányzati fenntartású utak biztosítják.

## Vasútvonalak
Az állomást az alábbi vasútvonalak érintik:
- Budapest–Pécs-vasútvonal
- Sárbogárd–Börgönd-vasútvonal

## Kapcsolódó állomások
A vasútállomáshoz az alábbi állomások vannak a legközelebb:
- Nagylók vasútállomás (Budapest–Pécs-vasútvonal)
- Rétszilas vasútállomás (Budapest–Pécs-vasútvonal)
- Aba-Sárkeresztúr vasútállomás (Sárbogárd–Börgönd-vasútvonal)

## Forgalom
| Járat             | Útvonal | Gyakoriság                               |
| ----------------- | --- | ---------------------------------------- |
| S40               | Budapest-Déli – Budapest-Kelenföld – Budafok – Háros – Budatétény – Barosstelep – Nagytétény-Diósd – Érdliget – Érd felső – Érd – Százhalombatta – Dunai Finomító – Ercsi – Iváncsa – Pusztaszabolcs – Szabadegyháza – Sárosd – Nagylók – Sárbogárd – Rétszilas – Sáregres – Simontornya – Tolnanémedi – Pincehely – Belecska – Keszőhidegkút-Gyönk – Szárazd – Regöly – Szakály-Hőgyész – Dúzs – Csibrák – Kurd – Döbrököz – Dombóvár | 2-4 óránként                             |
| G40               | (Dombóvár → Döbrököz → Kurd → Csibrák → Dúzs → Szakály-Hőgyész → Regöly → Szárazd → Keszőhidegkút-Gyönk → Belecska → Pincehely → Tolnanémedi → Simontornya → Sáregres → Rétszilas →) Sárbogárd → Nagylók → Sárosd → Szabadegyháza → Pusztaszabolcs → Iváncsa → Százhalombatta → Érd → Érd alsó → Tétényliget → Budapest-Kelenföld → Budapest-Déli                                                                                      | Munkanapokon napi 3 Budapest felé        |
| Z40               | Budapest-Déli → Budapest-Kelenföld → Érd felső → Százhalombatta → Iváncsa → Pusztaszabolcs → Szabadegyháza → Sárosd → Nagylók → Sárbogárd → Rétszilas → Sáregres → Simontornya → Tolnanémedi → Pincehely → Belecska → Keszőhidegkút-Gyönk → Szárazd → Regöly → Szakály-Hőgyész → Dúzs → Csibrák → Kurd → Döbrököz → Dombóvár | Munkanapokon és vasárnap 1 Dombóvár felé |
| személyvonat      | Sárbogárd – Rétszilas – Cece – Vajta – Nagydorog – Tengelic – Fácánkert – Tolna-Mözs – Szekszárd-Palánk – Szekszárd – Őcsény – Decs – Bátaszék (– Alsónyék – Pörböly – Baja) | Napi 3 pár                               |
| Gemenc InterRégió | Székesfehérvár – Belsőbáránd – Sárbogárd – Cece – Vajta – Nagydorog – Tengelic – Fácánkert – Tolna-Mözs – Szekszárd – Őcsény – Decs – Bátaszék – Alsónyék – Pörböly – Baja | 2 óránként                               |
| Mecsek InterCity  | Budapest-Keleti – Budapest-Kelenföld – Sárbogárd – Dombóvár (– Sásd) – Szentlőrinc – Pécs | 2 óránként                               |